# Gymnastique en France
 (août 2018).
La gymnastique en France est essentiellement régie par la Fédération française de gymnastique (FFG), celle-ci étant affiliée à l'Union européenne de gymnastique ainsi qu'à la Fédération internationale de gymnastique (FIG). Plusieurs disciplines y sont représentées parmi lesquelles la gymnastique artistique masculine, la gymnastique artistique féminine, la gymnastique rythmique, le trampoline, le tumbling, la gymnastique acrobatique et la gymnastique aérobic.
Il est également possible de pratiquer la gymnastique auprès de fédérations multisports telles que l'Union française des œuvres laïques d'éducation physique (UFOLEP), l'Union nationale du sport scolaire (UNSS) ou la Fédération sportive et culturelle de France (FSCF).

## Gymnastique artistique

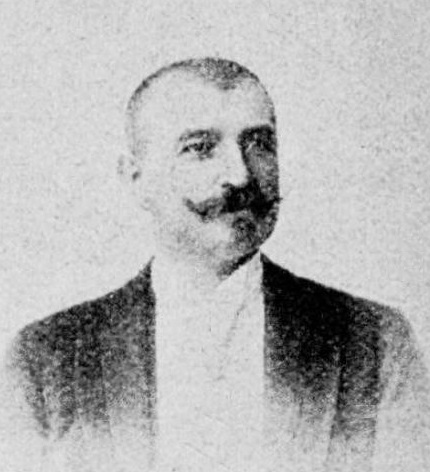
Charles Cazalet, Président de l'Union des Sociétés de Gymnastique de France en 1899.

### Historique

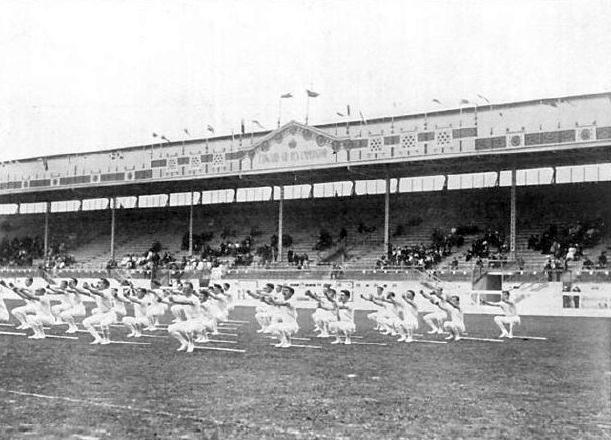
L'équipe de France de gymnastique artistique, lors des JO de 1908.

La gymnastique contemporaine se développe au XIXe siècle en France sous l'influence de Francisco Amoros qui, dès les années 1830, introduit une préparation physique pour les militaires, ces gymnastiques militaires se diffusant dans la société civile et les écoles. A ce moment en France, la gymnastique est exclusivement masculine et destinée à former des soldats. Parallèlement, se développent les gymnastiques médicales à but hygiéniste prônées par le médecin Fernand Lagrange.    
Le développement de ces gymnastiques dans le monde scolaire grâce notamment au ministre de l'Instruction publique Paul Bert se heurte aux conceptions de Pierre de Coubertin qui est en faveur du sport et de l'excellence de la compétition à l'école, et de Paschal Grousset en faveur de l'éducation physique égalitaire du plus grand nombre.     
C'est en 1873 que Eugène Paz fonde la toute première fédération française de gymnastique : l'Union des sociétés de gymnastique de France. Toujours exclusivement masculine, c'est en 1912 que fut fondée la première fédération française de gymnastique féminine : l'Union française des sociétés de gymnastique féminine. En 1916 naît la Fédération féminine française de gymnastique et d'éducation physique. C'est finalement en 1942 qu'à lieu la fusion entre l'Union des sociétés de gymnastique de France et la Fédération féminine française de gymnastique et d'éducation physique devenant alors la Fédération française de gymnastique. 

### Compétition en France
Tous les ans, en France, se déroule de nombreuses compétitions pour les gymnastes masculins comme féminines. 

#### Compétitions nationales
La FFG organise tout au long de la saison gymnique des compétitions nationales. Tout d'abord, il existe des compétitions internes aux clubs ou inter-clubs, celles-ci sont non officielles et généralement organisées par les clubs eux-mêmes. Les gymnastes sont classées selon leur âge, mais également selon leur niveau. Ainsi, il n'y aura pas qu'une seule compétition départementale par département mais plusieurs pour chaque niveau.  
Pour les gymnastes pratiquant en club mais sans avoir un haut niveau, il s'agit de compétitions dites "fédérales", les catégories sont : Division critérium ; Division régionale et inter-régionale ; et Nationales C et B. Ainsi, les gymnastes concourent dans un championnat départemental, qui les qualifient ou non pour un championnat régional, qui sert lui même de qualification au Championnat de Zone. Pour ensuite aller au championnat de France individuel. 
Les gymnastes de haut niveau participent à des compétitions nationales élite. Les catégories individuelles dépendent ici de l'age et non du niveau car tous les gymnastes de ces catgéories ont un haut niveau. On y trouve donc les catégories Avenir  (10 à 12 ans) ; Espoir (12 à 13 ans) ; Junior (14 à 15 ans) ; et enfin Elite (16 ans et plus).  Les gymnastes passent par des qualifications pour ensuite participer au championnat de France individuel Elite. 
Pour les compétitions par équipe, il y d'abord le TOP 12, ; qui consiste en une compétition par équipe dans laquelle les clubs présentent une équipe chacun, les équipes s'affrontent dans un système de poules, puis de demi-finales, d'une petite-finale et d'une finale. Il s'agit là d'une compétition visant à montrer quel est le meilleur club de France. Il existe deux autres compétitions nationales par équipe, mais dans celles-ci les clubs peuvent présenter plusieurs équipes puisqu'il ne s'agit plus de montrer le meilleur club mais la meilleure équipe. Il s'agit des championnats de France par équipe A et des championnats de France par équipe B. 

#### Accueil des compétitions internationales
La France a déjà, à de nombreuses reprises, accueilli des compétitions internationales. 
Concernant les championnats d'Europe, la France a accueilli les championnats GAM, en 1957 à Paris ; en 1973 à Grenoble ; et en 2012 à Montpellier. Les championnats GAF se sont déroulés en 1963 à Paris ; en 1992 à Nantes ; en 2000 à Paris ; et en 2008 à Clermont-Ferrand. Enfin, depuis 2005, les années paires se passent les championnats d'Europe GAM et GAF par équipe ; tandis que les années impaires ont lieu les championnats d'Europe individuels accueillant GAM et GAF en même temps. Ces championnats d'Europe individuels ne sont déroulés qu'une fois en France, en 2015 , à Montpellier.
Dans le cadre des étapes de la coupe du monde de gymnastique artistique ; par lesquelles les gymnastes tentent de gagner des points pour leur qualification aux Jeux olympiques ; la France accueille tous les ans depuis 1986 les Internationaux de France de gymnastique artistique, qui se déroulent à l'Accor Arena de Paris.
Les championnats du monde de gymnastique artistique ont eu lieu en France en 1905 à Bordeaux ; en 1913 à Paris ; en 1926 à Lyon ; en 1978 à Strasbourg ; et en 1992 à Paris.
Les Jeux olympiques d'été ont eu lieu à Paris en 1900 et en 1924. Ils auront lieu à nouveau à Paris en 2024.

### Médaillés français aux compétitions internationales

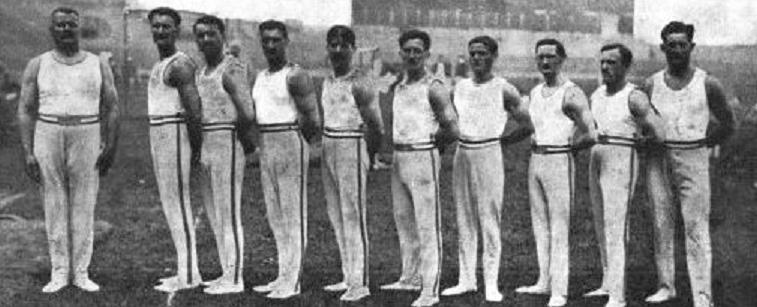
L’équipe de France, vice-championne olympique à Paris en 1924.

Les résultats ci-dessous sont ceux obtenus par les gymnastes seniors. Il existe des compétitions internationales juniors mais celles-ci sont moins médiatisées. Ces compétitions juniors permettent principalement aux délégations nationales de repérer les futurs espoirs de médaille. Elles entraînent les jeunes gymnastes à s'habituer au stress et à la pression, mais également à être plus endurant puisque lors des concours généraux, les gymnastes doivent enchaîner les épreuves dans la même journée sans de réel repos.
- Liste des médaillés olympiques français en gymnastique artistique
- Liste des médaillés français aux championnats du monde de gymnastique artistique
- Liste des médaillés français aux championnats d'Europe de gymnastique artistique

### Médaillées françaises aux compétitions internationales
- Liste des médaillées olympiques françaises en gymnastique artistique
- Liste des médaillées françaises aux championnats du monde de gymnastique artistique
- Liste des médaillées françaises aux championnats d'Europe de gymnastique artistique

## Gymnastique rythmique

### Historique
En France, c'est Georges Demenÿ, qui dès 1903, prône l'exercice d'une gymnastique esthétique. En 1916, Irène Popard, créer ce qu'elle appelle la gymnastique harmonique et rythmique ; cette méthode Popard est alors très critiquée car la gymnastique rythmique en France n'était jusqu'à présent qu'esthétique et s'apparentait à de la dance, or Irène Popard veut une gymnastique à la fois esthétique et comprenant des figures plus acrobatiques et plus élancées. Par la suite, la méthode Popard est restée et a évolué en incluant des engins ; il s'agit alors d'ombrelles, de foulards et de ballons. A cette époque et jusqu'aux années 1940, la gymnastique rythmique est considérée en France comme une branche de la gymnastique artistique. À partir de ces années 1940, tous les mouvements avec engins, autrement dit la gymnastique rythmique, sont exclus de la gymnastique artistique. Ces mouvements avec engins sont alors appelé gymnastique moderne jusqu'en 1975, puis gymnastique rythmique et sportive jusqu'à la fin des années 1990. Aujourd'hui il s'agit de gymnastique rythmique.
En 1948, à l’occasion des Jeux olympiques de Londres, l’équipe de France - composée de dix gymnastes - présente à l’épreuve de gymnastique artistique une chorégraphie avec des foulards. En 1967, la France participe pour la première fois aux championnats du monde à Copenhague avec trois gymnastes en individuel : Anne-Marie Estivin, Josette Bellanger et Anne-Marie Raynaud, toutes issues de l'école Popard. En 1973, lors des championnats du monde à Rotterdam c'est la première fois qu’une équipe de France apparaît en compétition ; l’équipe a été classée en 11e position au palmarès.
Aujourd’hui, 6 fédérations françaises proposent la pratique de GR en compétition. Il s'agit de la Fédération française de gymnastique ; de l'UFOLEP ; de la Fédération sportive et culturelle de France ; la Fédération française du sport universitaire ; la Fédération sportive et gymnique du travail et enfin l'Union nationale du sport scolaire.

### Compétition en France

#### Compétitions nationales
Les gymnastes rythmique sont classées selon leur niveau pour les compétitions individuelles. On y trouve, le Trophée Fédéral, la Nationale C, la Nationale B, la Nationale A et enfin l'Elite. Toutes participent à des compétitions départementales et régionales. Les Nationales C et B vont au championnat de France et les trois premières gymnastes de chaque catégorie passe dans la catégorie supérieure à l'issue du championnat de France. Les Nationales A vont également au championnat de France, néanmoins, elles ne peuvent passer Élites. En effet la catégorie Elite est réservée au gymnastes s’entraînant en pôle, en sport étude. Les Élites vont au championnat de France Elite ; c'est également la seule catégorie à pouvoir participer aux Coupes Nationales. 
Concernant les compétitions par équipe, les gymnastes sont classées non seulement selon leur niveau, mais aussi selon la composition de l'équipe et l’enchaînement qu'elles vont présenter. Il y a d'abord le Trophée Fédéral C (6 à 10 gymnastes) ; le Trophée Fédéral B (4 à 6 gymnastes) et le Trophée Fédéral A (4 à 5 gymnastes). Ces trois catégories sont principalement destinées aux gymnastes débutantes, la catégorie ayant le meilleur niveau étant le Trophée Fédéral A.  Viennent ensuite le National Ensemble (5 gymnastes) ; le National Duo ; et l'Ensemble National Esthétique. Les gymnastes de ces ensembles évoluent forcément en Nationale A, B ou C en individuel. L'Ensemble National Esthétique est particulier dans le sens ou il s'agit d'une chorégraphie de 6 à 10 gymnastes sans engin. Ces trois catégories vont jusqu'au championnat de France. Enfin, toujours réservée aux gymnastes de catégorie Nationale A, B et C ou Elite, il existe les Nationales 1,2,3 et 4 ; qui sont des compétitions sous forme de poules.

#### Accueil des compétitions internationales
La France n'a jamais accueilli les championnats d'Europe de gymnastique rythmique. En revanche, les championnats du monde ont eu lieu en 1983 à Strasbourg ; en 1994 à Paris ; et en 2011 à Montpellier. 
La France n'a pas accueilli les Jeux olympiques depuis que la gymnastique rythmique est devenue une discipline olympique en 1984.

### Médaillées françaises aux compétitions internationales
- Liste des médaillées françaises aux Jeux olympiques, aux championnats du monde et aux championnats d'Europe de gymnastique rythmique

## Trampoline

### Historique
Apparu dans les années 1930 en Amérique du Nord, le trampoline moderne n'est arrivé en Europe que dans les années 1950. En France, il faudra attendre 1959, pour qu'un premier trampoline soit livré à l'École normale supérieure d'éducation physique. C'est en 1965 que la Fédération française de sports au trampoline est créée. Aujourd'hui la Fédération française de sports au trampoline a fusionné avec la Fédération française de gymnastique. C'est en 1966 que les premiers championnats de France de trampoline voient le jour, ils sont remportés par Paul Cheyrouze. La discipline du trampoline s'est principalement développée en France grâce à l'ancien gymnaste et alors enseignant, Pierre Blois ; au fondateur de la Fédération française de sports au trampoline, Bernard Ammon ; et à l'entraîneur de l'équipe de France de trampoline de 1968 à 1989, Michel Rouquette. Le premier français à participer aux championnats du monde est Richard Tison en 1972 qui finira à la vingt-et-unième place.

### Compétition en France

#### Compétitions nationales
Les trampolinistes sont catégorisés individuellement selon leur niveau puis selon leur age. Il y a tout d'abord le Trophée Fédéral, puis les Nationales (9-10 ans ; 11-12 ans ; 13-14 ans ; 15-16 ans ; 17 et plus), puis les Élites (11-12 ans ; 13-14 ans ; 15-16 ans ; 17-21 ans ; senior). 
Le trampoline se pratique soit individuellement, soit en duo, appelé synchronisé. Les catégories sont les mêmes que les individuelles, il y a les Nationales synchronisées et les Élites synchronisées.
Peu importe la catégorie, les compétitions sont des championnats départementaux, des championnats régionaux et inter-régionaux ; et enfin les championnats de France.

#### Accueil des compétitions internationales
La France a accueilli la toute première édition des championnats d'Europe de trampoline en 1969 à Paris ; puis en 1979 à Paris ; en 1995 à Antibes ; et en 2006 à Metz.
Les championnats du monde de trampoline ont eu lieu à Paris en 1986 et à Metz en 2010.
Le trampoline est devenu un sport olympique aux Jeux olympiques d'été de 2000. Cependant seul le trampoline individuel y est reconnu. Les Jeux olympiques ne se sont pas déroulés en France depuis la reconnaissance du trampoline individuel comme discipline olympique.

### Médaillés français aux compétitions internationales
Aucun gymnaste français n'a remporté de médaille jusqu'alors aux Jeux olympiques. (mise à jour : Jeux olympiques de 2016)
- Liste des médaillés français aux championnats du monde de trampoline
- Liste des médaillés français aux championnats d'Europe de trampoline

### Médaillées françaises aux compétitions internationales
Aucune gymnaste française n'a remporté de médaille jusqu'alors aux Jeux olympiques. (mise à jour : Jeux olympiques de 2016)
- Liste des médaillées françaises aux championnats du monde de trampoline
- Liste des médaillées françaises aux championnats d'Europe de trampoline

## Tumbling

### Historique
Le tumbling s'est développé au début du vingtième siècle à la fois aux États-Unis, où il était une composante de la gymnastique artistique et en Russie, où il était un art du cirque. Discipline olympique aux Jeux olympiques de 1932, le tumbling ne figure depuis plus au programme des Jeux. 
C'est en 1977, à Évian-les-Bains qu'ouvre la première section de tumbling,  sous la responsabilité de Maurice Mallet, alors entraîneur de gymnastique artistique. En 1979, Albert Moris, président d'un club de gymnastique de Paris, ouvre la deuxième section de tumbling de France. En 1980, l'américain Steve Elliot vient faire une démonstration de tumbling à l'Acrotramp de Dinard. Pierre Blois, alors directeur technique de la Fédération française de sport au trampoline, intègre à sa fédération le tumbling ; celle-ci devient alors la Fédération française de trampoline et de sports acrobatiques. En 1982, Albert Moris créé le premier centre régional de sports acrobatiques au sein de son club à Paris avec pour entraîneur Eric Beck. Ce centre sera très vite acheminé vers l'INSEP en 1984, avant de déménager à Rennes mais en conservant Eric Beck, qui devient alors entraîneur national. C'est à partir de ce moment qu'en France le tumbling est officiellement reconnu comme étant un sport de haut niveau par le Ministère de la jeunesse et des sports. Parmi les premiers tumbleurs français se trouvent notamment Didier Semmola, aujourd'hui entraîneur de l'équipe de France masculine de tumbling, ou encore Christophe Lambert, d'abord entraîneur, puis responsable du trampoline et des sports acrobatiques à la Fédération française de gymnastique.

### Compétition en France

#### Compétitions nationales
Les tumbleurs de niveau fédéral participent à des championnats départementaux, régionaux, inter-régionaux, pour finir par le Trophée Fédéral. Au niveau des Nationales, les tumbleurs sont classés par groupe d'âge (11-12 ans, 13-14 ans, 15-16 ans et 17 ans et plus) ; ils participent à des championnats départementaux, régionaux, inter-régionaux et aux championnats de France. Les athlètes de haut niveau sont dits Elite et sont également classés par groupe d'âge (13-14 ans, 15-16 ans et seniors). Outre les championnats de France, ils participent aux compétitions internationales.

#### Accueil des compétitions internationales
Les championnats du mondes et les championnats d'Europe de tumbling sont en réalité intégrés aux championnats de trampoline. 
Le tumbling n'est entré au programme des championnats d'Europe de trampoline qu'en 1983. Ainsi, la France a accueilli ces championnats comprenant le tumbling en 1995 à Antibes ; et en 2006 à Metz.
C'est aux championnats du monde de trampoline de 1976, que les épreuves de tumbling apparaissent pour la première fois. Les championnats du monde de trampoline ont eu lieu à Paris en 1986 et à Metz en 2010.

### Médaillés français aux compétitions internationales
- Liste des médaillés français aux championnats du monde de tumbling
- Liste des médaillés français aux championnats d'Europe de tumbling

### Médaillées françaises aux compétitions internationales
- Liste des médaillées françaises aux championnats du monde de tumbling
- Liste des médaillées françaises aux championnats d'Europe de tumbling

## Gymnastique acrobatique

### Historique
La gymnastique acrobatique était au départ considérée comme une discipline du milieu du cirque. C'est dans les années 1950 dans l'Europe de l'Est qu'elle prend sa forme moderne. Elle est normalisée par la Fédération internationale des sports acrobatiques (aujourd'hui fusionnée avec la FIG) en 1973. C'est à la fin des années 1970 que la discipline arrive en France. Alors appelée Acrosport, elle est intégrée à la Fédération française des Sport au Trampoline (FFST) en 1985 ; pour l'occasion la FFST devient la Fédération française de trampoline et de sports acrobatiques. C'est en 1999 que toutes les fédérations de gymnastiques en France fusionnent pour donner la FFG. C'est en 2005 que le terme Acrosport devient Gymnastique Acrobatique à la suite de la demande de la FIG d'harmoniser les appellations.
Bien que reconnue par le comité international olympique, la gymnastique acrobatique n'est pas une discipline olympique.
Les premiers médaillés français dans cette discipline sont Hugo Chal de Beauvais, Thierry Maussier, Fabrice Berthet et René Montbaudoin dans l'épreuve du quatuor masculin aux Jeux mondiaux de 1993. Ils sont d'ailleurs les seuls français à avoir obtenu une médaille en gymnastique acrobatique aux Jeux mondiaux.

### Compétitions en France

#### Accueil des compétitions internationales
La France a accueilli les championnats d'Europe de gymnastique acrobatique à Rennes en 1986 et en 1992.
Les championnats du monde de gymnastique acrobatique ont eu lieu en 1986 et en 1992 à Rennes  ; en 2004 à Liévin ; et en 2014 à Levallois-Perret.

### Sélection masculine

#### Championnats du monde
À ce jour, aucun gymnaste français n'a obtenu de médaille aux championnats du monde de gymnastique acrobatique dans une épreuve masculine. (mis à jour : Championnats du monde de gymnastique acrobatique 2018)

### Sélection féminine

#### Championnats du monde

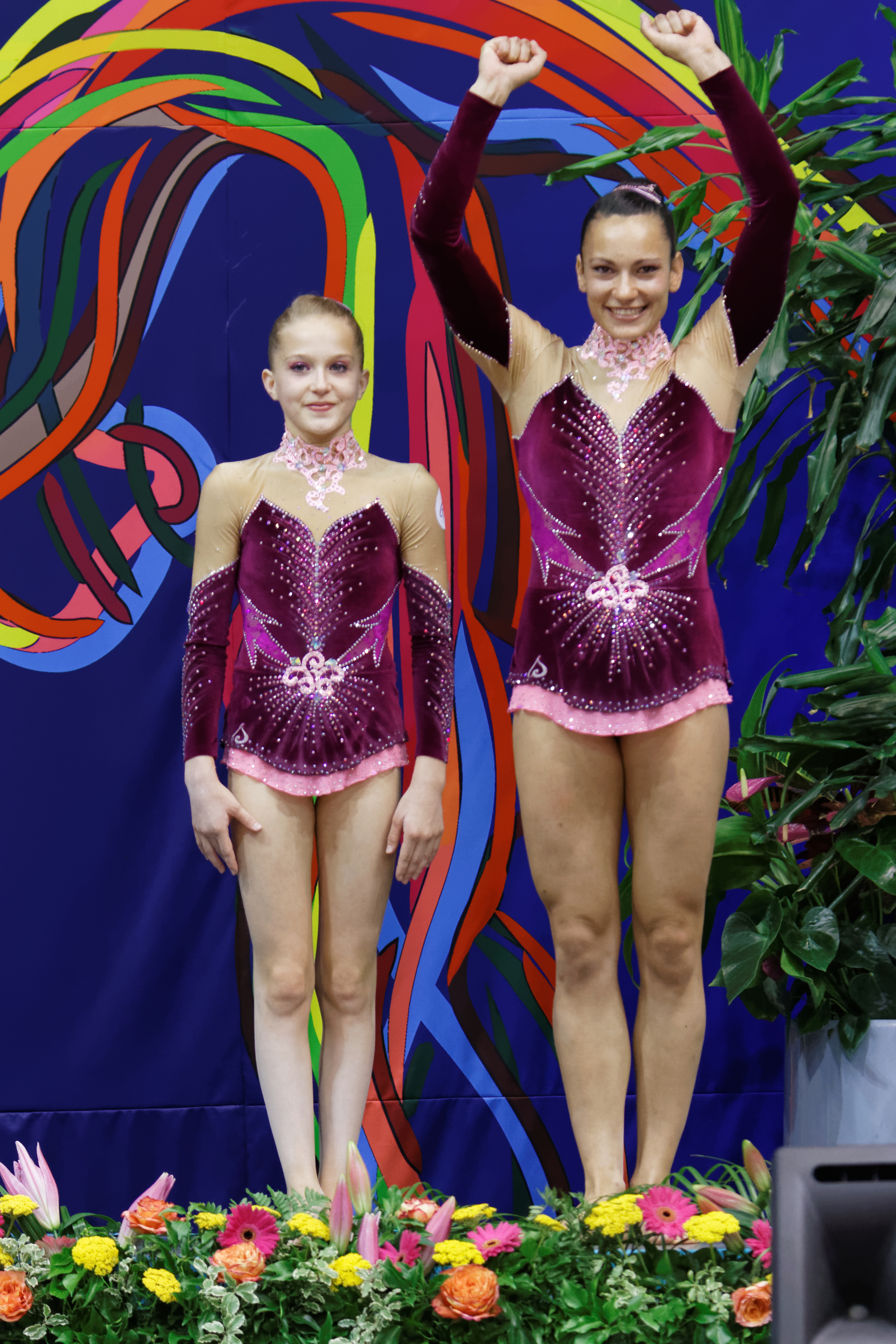
Claire Philouze et Léa Roussel au Championnat du monde de 2014

Tableau mis à jour après les championnats du monde de Anvers en 2018.
| Lieux (Année)           | Épreuve                     | Épreuve |
| Lieux (Année)           | Duo                         | Trio    |
| ----------------------- | --------------------------- | ------- |
| Levallois-Perret (2014) | Claire Philouze Léa Roussel |         |

### Sélection mixte

#### Championnats du monde
À ce jour, aucun gymnaste français n'a obtenu de médaille aux championnats du monde de gymnastique acrobatique dans une épreuve mixte. (mis à jour : Championnats du monde de gymnastique acrobatique 2018)